# Japan Soccer League 1969
La stagione 1969 è stata la quinta edizione della Japan Soccer League, massimo livello del campionato giapponese di calcio.

## Avvenimenti

### Antefatti
Il precampionato non vide particolari modifiche regolamentari del torneo, ad eccezione dell'eliminazione del posto valido alla qualificazione per il campionato d'Asia per club. A livello di club, lo Yanmar Diesel portò in rosa Dorival Carlos Esteves, dipendente dello stabilimento brasiliano che divenne il primo giocatore straniero a militare nel campionato giapponese.

### Il campionato
Le prime battute del torneo, iniziato il 6 aprile 1969, videro dei tentennamenti da parte dei campioni in carica del Toyo Kogyo, che si lasciarono superare dal Mitsubishi Heavy Industries: tallonato dallo Yanmar Diesel, il club dell'omonima divisione della Mitsubishi perse un solo punto nello scontro diretto e arrivò al 6 giugno, giorno della conclusione del girone di andata, con due punti di vantaggio sul club della Yanmar. Nella seconda parte del campionato (svoltasi tra il 5 settembre e il 30 novembre), lo Yanmar Diesel accusò una brusca frenata lasciando il via libera al Mitsubishi Heavy Industries, che controllò senza troppi patemi un tentativo di rimonta da parte del Toyo Kogyo e andò a vincere il suo primo titolo nazionale interrompendo il dominio del club della Mazda.
Grazie ad una media da alta classifica, il Furukawa Electric si garantì l'accesso in Coppa dell'Imperatore surclassando un Yanmar Diesel in crisi, che non raccolse se non due punti nella seconda parte del campionato. A fondo classifica, un pessimo girone di ritorno fece piombare il Nagoya Bank all'ultimo posto, seguito da un Hitachi Head Office cui non servirono gli otto punti totalizzati nel girone di ritorno per tirarsi fuori dalla zona calda: entrambe le squadre ottennero in seguito la salvezza imponendosi con una doppia vittoria nei play-off con le finaliste dell'All Japan Senior Football Championship.

## Squadre

### Profili
| Club partecipanti   | Club partecipanti | Città      | Stagione 1968             |
| ------------------- | ----------------- | ---------- | ------------------------- |
| Furukawa Electric   | dettagli          | Ichihara   | 5° in Japan Soccer League |
| Hitachi Head Office | dettagli          | Koganei    | 7° in Japan Soccer League |
| Mitsubishi HI       | dettagli          | Urawa      | 3° in Japan Soccer League |
| Nagoya Bank         | dettagli          | Nagoya     | 6° in Japan Soccer League |
| Nippon Kokan        | dettagli          | Kawasaki   | 8° in Japan Soccer League |
| Toyo Kogyo          | dettagli          | Hiroshima  | Campione del Giappone     |
| Yanmar Diesel       | dettagli          | Osaka      | 2° in Japan Soccer League |
| Nippon Steel        | dettagli          | Kitakyūshū | 4° in Japan Soccer League |

### Allenatori
| Club                | Allenatore       |
| ------------------- | ---------------- |
| Furukawa Electric   | Takeshi Sakurai  |
| Hitachi Head Office | Kotaro Hattori   |
| Mitsubishi HI       | Hiroshi Ninomiya |
| Nippon Kokan        | Susumi Chida     |
| Nagoya Bank         | sconosciuto      |
| Toyo Kogyo          | Yukio Shimomura  |
| Yanmar Diesel       | Kenji Onitake    |
| Nippon Steel        | Masashi Watanabe |

## Classifica finale
|                     | Pos. | Squadra             | Pt | G  | V  | N | P  | GF | GS | DR  |
| ------------------- | ---- | ------------------- | -- | -- | -- | - | -- | -- | -- | --- |
| Giappone (bandiera) | 1.   | Mitsubishi HI       | 24 | 14 | 10 | 4 | 0  | 29 | 8  | +21 |
|                     | 2.   | Toyo Kogyo          | 21 | 14 | 10 | 1 | 3  | 31 | 10 | +21 |
|                     | 3.   | Nippon Steel        | 15 | 14 | 5  | 5 | 4  | 24 | 23 | +1  |
|                     | 4.   | Furukawa Electric   | 14 | 14 | 5  | 4 | 5  | 20 | 20 | 0   |
|                     | 5.   | Yanmar Diesel       | 13 | 14 | 6  | 1 | 7  | 25 | 25 | 0   |
|                     | 6.   | Nippon Kokan        | 11 | 14 | 4  | 3 | 7  | 18 | 32 | -14 |
|                     | 7.   | Hitachi Head Office | 10 | 14 | 3  | 4 | 7  | 17 | 27 | -10 |
|                     | 8.   | Nagoya Bank         | 4  | 14 | 2  | 0 | 12 | 12 | 31 | -19 |

Legenda:

         Campione del Giappone
         Ammessa in Coppa dell'Imperatore 1969
Note:
Due punti a vittoria, uno a pareggio, zero a sconfitta.

## Risultati

### Tabellone
|                     | MHI  | Toy  | Yaw  | Fur  | Yan  | Nkk  | Hit  | Nag  |
| ------------------- | ---- | ---- | ---- | ---- | ---- | ---- | ---- | ---- |
| Mitsubishi HI       | –––– | 1-0  | 2-1  | 2-0  | 1-1  | 3-2  | 2-0  | 1-0  |
| Toyo Kogyo          | 0-2  | –––– | 0-1  | 2-0  | 2-1  | 5-1  | 4-0  | 4-0  |
| Yawata Steel        | 1-1  | 0-3  | –––– | 1-1  | 0-4  | 2-3  | 1-1  | 2-1  |
| Furukawa Electric   | 0-0  | 0-2  | 0-4  | –––– | 2-1  | 2-3  | 1-1  | 4-0  |
| Yanmar Diesel       | 0-5  | 1-2  | 0-2  | 1-4  | –––– | 3-1  | 4-1  | 3-1  |
| Nippon Kokan        | 0-0  | 2-5  | 2-2  | 1-1  | 1-3  | –––– | 1-0  | 0-4  |
| Hitachi Head Office | 3-4  | 0-0  | 3-3  | 2-4  | 2-1  | 2-0  | –––– | 1-2  |
| Nagoya Bank         | 0-5  | 1-2  | 2-4  | 0-1  | 1-2  | 0-1  | 0-1  | –––– |

#### Spareggi promozione/salvezza
|                     |     |                     | Città e data                 |
| ------------------- | --- | ------------------- | ---------------------------- |
| Hitachi Head Office | 1-0 | Kofu Club           | Tokyo, 7 dicembre 1969       |
| Nagoya Bank         | 2-0 | Urawa Club          | Ichinomiya, 14 dicembre 1969 |
|                     |     |                     |                              |
| Kofu Club           | 0-2 | Hitachi Head Office | Kōfu, 14 dicembre 1969       |
| Urawa Club          | 1-2 | Nagoya Bank         | Urawa, 21 dicembre 1969      |

## Statistiche

### Classifiche di rendimento
| \| Andata \| Andata \| Ritorno \| Ritorno \| \| \| \| \| \| \| Mitsubishi HI \| 13 \| Mitsubishi HI \| 11 \| \| Yanmar Diesel \| 11 \| Toyo Kogyo \| 11 \| \| Toyo Kogyo \| 10 \| Furukawa Electric \| 10 \| \| Yawata Steel \| 6 \| Yawata Steel \| 9 \| \| Nippon Kokan \| 6 \| Hitachi Head Office \| 8 \| \| Furukawa Electric \| 4 \| Nippon Kokan \| 5 \| \| Nagoya Bank \| 4 \| Yanmar Diesel \| 2 \| \| Hitachi Head Office \| 2 \| Nagoya Bank \| 0 \| |        |                     |         |
| Andata | Andata | Ritorno             | Ritorno |
| |        |                     |         |
| Mitsubishi HI | 13     | Mitsubishi HI       | 11      |
| Yanmar Diesel | 11     | Toyo Kogyo          | 11      |
| Toyo Kogyo | 10     | Furukawa Electric   | 10      |
| Yawata Steel | 6      | Yawata Steel        | 9       |
| Nippon Kokan | 6      | Hitachi Head Office | 8       |
| Furukawa Electric | 4      | Nippon Kokan        | 5       |
| Nagoya Bank | 4      | Yanmar Diesel       | 2       |
| Hitachi Head Office | 2      | Nagoya Bank         | 0       |

### Primati stagionali
| Record - Maggior numero di vittorie: Mitsubishi HI e Toyo Kogyo (10) - Minor numero di sconfitte: Mitsubishi HI (0) - Miglior attacco: Toyo Kogyo (31) - Miglior difesa: Mitsubishi HI (8) - Miglior differenza reti: Mitsubishi HI e Toyo Kogyo (+21) - Maggior numero di pareggi: Yawata Steel (5) - Minor numero di pareggi: Nagoya Bank (0) - Maggior numero di sconfitte: Nagoya Bank (12) - Minor numero di vittori: Nagoya Bank (2) - Peggior attacco: Nagoya Bank (12) - Peggior difesa: Nippon Kokan (32) - Peggior differenza reti: Nagoya Bank (-19) |

### Classifica marcatori
| Gol |  |  | Giocatore          | Squadra           |
| --- |  |  | ------------------ | ----------------- |
| 12  |  |  | Hiroshi Ochiai     | Mitsubishi HI     |
| 11  |  |  | Kunishige Kamamoto | Yanmar Diesel     |
| 7   |  |  | Teruki Miyamoto    | Nippon Steel      |
| 6   |  |  | Ichirō Hosotani    | Mitsubishi HI     |
| 6   |  |  | Aritatsu Ogi       | Toyo Kogyo        |
| 6   |  |  | Seiichi Sakiya     | Nippon Steel      |
| 6   |  |  | Takeo Takahashi    | Furukawa Electric |